# میچل کول
میچل کول (انگلیسی: Mitchell Cole; ۶ اکتبر ۱۹۸۵ – ۳۰ نوامبر ۲۰۱۲) بازیکن فوتبال اهل بریتانیا بود.
از باشگاه‌هایی که در آن بازی کرده‌است می‌توان به باشگاه فوتبال بیگلسوید تاون، باشگاه فوتبال ساوتند یونایتد، باشگاه فوتبال آکسفورد یونایتد، باشگاه فوتبال استیونج، باشگاه فوتبال وستهام یونایتد، باشگاه فوتبال هیتچین تاون، باشگاه فوتبال نورث‌همپتون تاون، و باشگاه فوتبال گرایس اتلتیک اشاره کرد.
وی همچنین در تیم ملی فوتبال England C بازی کرده‌است.